# Terrorisme en France en 2018
Pour un article plus général, voir Chronologie des actes terroristes en France.

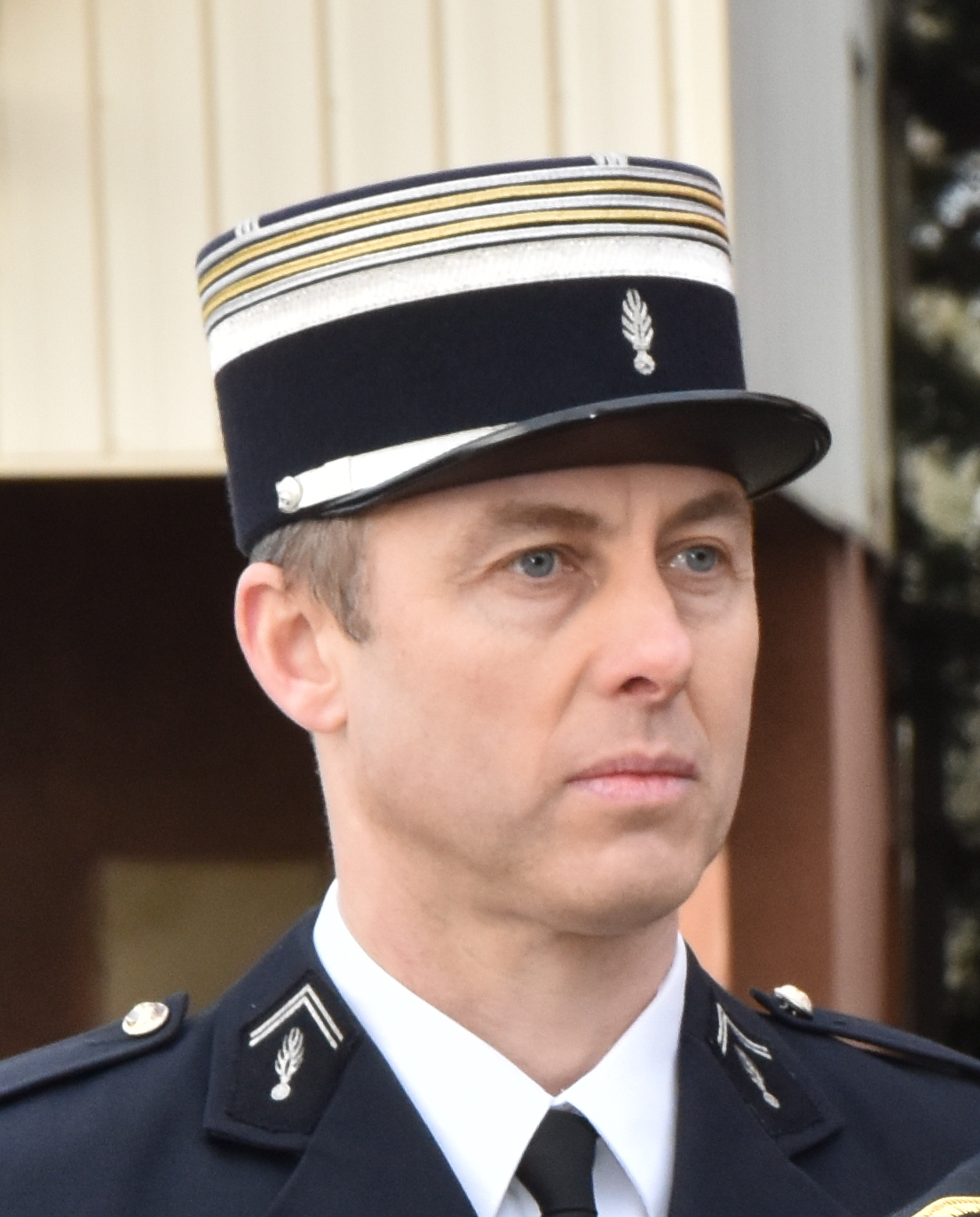
Le lieutenant-colonel Arnaud Beltrame est tué le 23 mars lors des attentats de Carcassonne et de Trèbes.

Terrorisme en France en 2018 présente une chronologie des actes de terrorisme ou projets d'attentats en France durant l'année 2018 ainsi que des principaux événements en relation avec des attentats des années précédentes.

## Attentats
| Date        | Lieu                            | Nombre de morts       | Nombre de blessés | Description |
| ----------- | ------------------------------- | --------------------- | ----------------- | --- |
| 11 janvier  | Vendin-le-Vieil (Pas-de-Calais) | 0                     | 3                 | Trois surveillants du centre pénitentiaire de Vendin-le-Vieil (Pas-de-Calais) ont été poignardés par un détenu affilié à Al-Qaïda condamné pour des faits de terrorisme. Condamné à 18 ans de prison pour complicité dans l'attentat de Djerba en 2002 commis par Al-Qaïda. Il est soupçonné d'être directement lié aux Attentats du 11 septembre 2001. |
| 23 mars     | Carcassonne et Trèbes (Aude)    | 5 (dont 1 terroriste) | 15                | Série d'attaques dans l'Aude : trois attaques sont perpétrées par Radouane Lakdim, un franco-marocain originaire du Maroc et âgé de 25 ans, dans un premier temps contre deux passagers d'une voiture et 4 CRS lors d'une fusillade à Carcassonne et ensuite contre des clients d'un supermarché dans une prise d'otage à Trèbes. Le bilan est de 5 morts dont le terroriste et 15 blessés dont deux graves. Les attaques sont revendiquées par l'État islamique. |
| 12 mai      | Paris (2e arrondissement)       | 2 (dont 1 terroriste) | 4                 | Attaque au couteau à Paris : Khamzat Azimov, un franco-russe originaire de Tchétchénie et âgé de 20 ans, poignarde plusieurs passants dans le quartier de l'Opéra et tente de s'en prendre à des policiers avant d'être abattu. Il fait 1 mort et 4 blessés dont 2 gravement. L'attaque est revendiquée par l'État islamique. |
| 11 décembre | Strasbourg (Bas-Rhin)           | 5                     | 11                | Fusillade à Strasbourg : Chérif Chekatt, un Strasbourgeois âgé de 29 ans, ouvre le feu aux abords du marché de Noël, tue 5 personnes et en blesse 11 autres. Le tireur est blessé par un militaire de l'Opération Sentinelle avant de prendre la fuite. Il est finalement abattu par la police le surlendemain dans le quartier du Neudorf. L'attaque est revendiquée par l'État islamique,.                                                                      |

## Tentatives d'attentats déjouées
| Date          | Lieu                                                   | Description |
| ------------- | ------------------------------------------------------ | --- |
| début janvier | Épinay-sous-Sénart (Essonne), Rennes (Ille-et-Vilaine) | Interpellation en région parisienne d'une étudiante de 19 ans d'origine toulousaine préparant un attentat à Rennes. Radicalisée depuis deux ans, elle est arrêtée par la DGSI qui l'avait repérée sur le réseau Telegram. À son domicile d'Épinay-sous-Sénart, les enquêteurs retrouvent son testament. Se disant « fière des attentats commis en France » et regretter de ne pas être passée à l’action plus tôt, elle est mise en examen pour association de malfaiteurs en relation avec une entreprise terroriste criminelle puis placée en détention provisoire,. |
| 16 janvier    | Nîmes (Gard)                                           | Un homme de 33 ans est interpellé par la DGSI alors qu'il voulait se procurer une arme et tenait des propos menaçants sur les réseaux sociaux. Dans son appartement, une vidéo d'allégeance à l'État islamique est retrouvée, ainsi que des produits entrant dans la composition d'explosifs. Un engin potentiellement explosif avec un système de mise à feu est également découvert dans ce même appartement. |
| 13 mars       | Grenoble (Isère)                                       | Quatre hommes et une femme sont interpellés. Ils sont soupçonnés d'appartenir à une filière djihadiste ayant favorisé des départs vers la zone irako-syrienne en 2014 et 2015 et d'avoir aidé à financer leur séjour sur place. |
| 11 mai        | Paris (18e arrondissement)                             | Le 18 mai, le ministre de l'Intérieur Gérard Collomb annonce l'arrestation une semaine plus tôt de deux jeunes gens d’origine égyptienne (dont l'un a été relâché sans inculpation) qui auraient préparé un attentat à l’explosif ou à la ricine qui avaient été repérés sur la messagerie Telegram. Le suspect est placé en détention provisoire. |
| 8 juin        | Belgique,France                                        | Deux personnes un homme et une femme originaires du Kosovo arrêtés, ils projetaient de commettre des attentats contre des soldats de l'OTAN au Kosovo ainsi que des attentats suicides contre les citoyens belges et français.[réf. nécessaire] |
| 9 juin        | Seine-et-Marne                                         | De source judiciaire, deux hommes de 21 et 22 ans originaires de Montereau-Fault-Yonne et Champagne-sur-Seine sont arrêtés par la DGSI. Ils sont mis en examen le 12 juin pour association de malfaiteurs criminelle, et placés en détention provisoire pour avoir envisagé un projet d'attentat qui aurait visé notamment la communauté homosexuelle au nom de l’État islamique. |
| 13 juin       | Châteauroux (Indre)                                    | Un projet d'attentat visant un club libertin est déjoué avec l'interpellation le 13 mai d'un homme converti et radicalisé, âgé de 38 ans. Un engin explosif improvisé est découvert à son domicile et il a reconnu ses intentions. Il est mis en examen pour association de malfaiteurs terroristes en vue de la préparation d'un crime d'atteinte aux personnes et préparation individuelle à la commission d'un acte de terrorisme. |
| 24 juin       | France, Ambassade de France au Salvador                | Une dizaine d'individus d'ultradroite du groupuscule Action des forces opérationnelles soupçonnés d'avoir planifié des attaques contre des musulmans sont interpellés en région parisienne, Corse, Gironde, Vienne et Charente. Une vingtaine d'armes à feu sont saisies et un laboratoire clandestin d'explosifs artisanaux est démantelé. La cellule aurait souhaité se venger d'attaques islamistes en ciblant des islamistes radicalisés, mais ils entendaient aussi attaquer des femmes musulmanes au hasard dans la rue. L'enquête montrera qu'ils voulaient également assassiner le rappeur Médine et qu'ils avaient prévu d'empoisonner de la nourriture halal dans les supermarchés afin de tuer au hasard. L'affaire rebondira en septembre 2019, lorsque le n°2 de l'Ambassade de France au Salvador sera arrêté et mis-en-examen car soupçonné d'être un membre actif de l'AFO,. En tout, 14 membres de l'AFO seront arrêtés,. |
| 30 juin       | France, Belgique Allemagne                             | Six personnes sont interpellées dans le cadre d’un projet d’attentat déjoué contre un rassemblement du mouvement de l’opposition iranienne des Moudjahiddines du peuple qui tenait un meeting à Villepinte (Seine-Saint-Denis). Le 30 juin, un couple de ressortissants belges d’origine iranienne a été arrêté à Woluwe-Saint-Pierre en Belgique dans un véhicule contenant 500 grammes de TATP et un mécanisme de mise à feu,. Interrogé par la police, le couple avoue qu'ils avaient pour objectif de commettre un attentat contre les Moudjahiddines du peuple à Villepinte, le jour même de leur arrestation, et que les explosifs leur avaient été fournis par Assadollah Assadi, diplomate à l'ambassade d'Iran à Vienne, en Autriche. Ce dernier est arrêté quelques jours plus tard en Allemagne, où il passait ses vacances. Le 2 octobre 2018, une vaste perquisition a lieu à Grande-Synthe chez douze personnes liées au Centre Zahra France, une association musulmane chiite, proche du Hezbollah et du régime iranien. Le même jour, les autorités française gèlent pour six mois les avoirs de la direction du ministère du renseignement iranien en France, ainsi que les avoirs de Zahra France. Une source diplomatique française déclare au Monde, à l'AFP et à Reuters que l'attentat de Villepinte a été commandité par la direction des opérations du ministère du renseignement iranien. Téhéran réagit en évoquant un « complot » des États-Unis et d'Israël visant à saborder les relations entre la France et l'Iran. Juste avant le transport de la bombe vers Villepinte, l’attentat est déjoué, à Bruxelles, le jour prévu de l'attentat. Selon les experts belges, l'onde de choc causée par la bombe aurait pu s’étendre sur une centaine de mètres, faire de nombreuses victimes et créer un mouvement de panique potentiellement mortel. La neutralisation de la bombe a blessé un policier belge. Des services de renseignement européens – et très probablement le Mossad israélien – avaient découvert le projet fomenté par quatre Iraniens, dont le procès s'ouvrira fin novembre 2020 à Anvers. Le 4 février 2021, Assadi est condamné à 20 ans de prison par la justice belge. Trois complices belges d'origine iranienne sont condamnés à des peines allant de 15 à 18 ans de prison, ainsi qu'à la déchéance de leur nationalité belge. |
| 17 juillet    | Albi (Tarn)                                            | Un homme de 28 ans est interpellé a Albi par les policiers de la DGSI, à son domicile les enquêteurs retrouvent plusieurs tutoriels et recherches sur la fabrication d'explosifs. Le suspect était en contact avec un islamiste actuellement incarcéré en prison. L'homme interpellé a été mis en examen pour « association de malfaiteurs terroriste criminelle » et « fabrication non autorisée d’engins explosifs en relation avec une entreprise terroriste » par le parquet antiterroriste de Paris. |
| 6 novembre    | Bouzonville (Moselle)                                  | Quatre sympathisants de l'ultradroite (parfois surnommés par la presse « Les Barjols » en référence au titre de la page Facebook où ils échangeaient), surveillés par la DGSI depuis le 31 octobre sont arrêtés le 6 novembre sont mis en examen le 10 novembre pour "association de malfaiteurs criminelle terroriste" et "détention non autorisée d'armes de catégorie B en relation avec une entreprise terroriste", dans l'enquête sur le projet d'action violente visant Emmanuel Macron. Ils avaient prévu d'attaquer au couteau le président de la République le 7 novembre, durant la période des commémorations du 11-Novembre à Charleville-Mézières. Deux autres membres seront arrêtés en novembre 2019. Et la cheffe présumée, Delphine T., est arrêtée chez elle par la DGSI le 3 novembre 2020. Le 16 décembre 2020, la figure complotiste Éric-Régis Fiorile est arrêté par la DGSI dans le cadre de cette enquête. |
| 13 novembre   | Saint-Étienne                                          | Une opération anti-terroriste s'est déroulée à Saint Étienne. Le 19 novembre durant leur garde à vue ils affirment avoir voulu attaquer le mouvement des Gilets jaunes le 19 novembre et avaient prêté allégeance à Al-Qaïda. Quatre personnes sont mises en examen. |

## Mesure de lutte contre le terrorisme
Le 13 juillet, le Gouvernement annonce une série de 32 mesures dont certaines sont classées secret défense. Parmi elles figure un rôle de « chef de file » accordé à la direction générale de la Sécurité intérieure (DGSI) pour la lutte contre le terrorisme. Il est annoncé la création d’un parquet national antiterroriste (PNAT), distinct du parquet de Paris, auquel le Gouvernement affirmait plus tôt ne pas retenir. Ce parquet spécialisé devrait comprendre de 25 à 30 personnes, soit 4 ou 5 magistrats de plus qu'en 2018. Installé au sein du palais de justice des Batignolles, le PNAT aura si besoin un « droit de tirage » sur les effectifs du parquet de Paris et il absorbera le pôle crime contre l’humanité du TGI de Paris. Il est annoncé la création au sein de l’UCLAT d'une unité de suivi des personnes sortant de prison susceptibles de représenter une menace alors que le Premier ministre affirme que les prisons françaises comptent au 1er juin 506 personnes détenues pour actes de terrorisme et 1 109 prisonniers de droit commun identifiés comme radicalisés, dont 450 devraient être libérés d'ici à fin 2019. Une « cellule de profilage » des auteurs d’attaques terroristes et d’identification des facteurs de passage à l’acte doit également être constituée. L’École nationale de la magistrature doit accueillir à partir de novembre 2018 un nouveau cycle de formation spécialisé pour les magistrats
, le Gouvernement annonce la création d'un juge de l’indemnisation dédié aux victimes de terrorisme afin d'accélérer leur indemnisation .

## Enquêtes
En janvier 2018, la Direction du Renseignement de la préfecture de police de Paris est mise en cause dans l'attentat de l'église de Saint-Étienne-du-Rouvray par Mediapart. Un des fonctionnaires du « groupe informatique et procès » aurait alerté sur les agissements suspects d'Adel Kermiche quelques jours avant l'attentat, mais sa hiérarchie lui aurait demandé de modifier ses signalements postérieurement aux faits.
Ahmed H., âgé de 33 ans, qui avait obtenu en juin 2017 le statut de réfugié et une carte de résident de dix ans est arrêté le 6 mars 2018 à Lisieux (Calvados) et mis en examen le 9 mars pour «assassinats en relation avec une entreprise terroriste» et pour «crimes de guerre», puis placé en détention provisoire et il est mis fin à son statut de réfugié . Il est soupçonné d'avoir été un cadre de l’État islamique et d'avoir participé, en juin 2014, au massacre du camp militaire de Speicher, à Tikrit (Irak), où 1 700 chiites auraient été exécutés entre 2014 à 2015. Comme certains terroristes, il aurait profité de la crise migratoire de 2015-2016 mais n'aurait toutefois pas eu de projet d'action en France car « nourri essentiellement de haine anti-chiites ».
Membre de la filière des Buttes-Chaumont, Peter Cherif et son épouse sont arrêtés le 16 décembre 2018 à Djibouti. Il est rapidement expulsé vers la France pour y être interrogé par la DGSI.

## Procès
- 12 janvier : unique suspect de l'attentat de la rue Copernic (Paris) commis le 3 octobre 1980, le Libano-Canadien Hassan Diab est relaxé après trois ans de détention préventive par la cour d'assises spéciale, les magistrats relevant de sérieux doutes sur sa présence en France à cette période[33].
- 24 janvier : début du procès de Jawad Bendaoud qui comparaît devant la 16e chambre correctionnelle de Paris pour « recel de terroristes » dans le cadre des attentats du 13 novembre 2015[34].
- 27 janvier : déjà condamné début janvier 2018 à 18 mois de prison dont 12 avec sursis pour des propos faisant l’apologie du terrorisme devant des policiers qui venaient de l’interpeller pour conduite en état d’ivresse, Salah Cheurfi est condamné fin janvier 2018 pour le même comportement et des menaces de mort envers des policiers et le maire de Chelles à dix mois de prison ferme et à des amendes de 900 à 2 000 euros à deux policiers, au maire et au compagnon de la victime de son fils, tué sur l'avenue des Champs-Élysées le 20 avril 2017[35].
- 5 février : seul membre vivant des commandos des attentats du 13 novembre 2015 en France, Salah Abdeslam (incarcéré le temps du procès au centre pénitentiaire de Vendin-le-Vieil) est jugé, en compagnie du Tunisien Sofien Ayari (arrêté en même temps qu’Abdeslam et incarcéré à Liège), à partir du 5 février 2018 devant la 90e chambre du tribunal correctionnel de Bruxelles pour la fusillade contre plusieurs policiers survenue lors de l'opération policière à Forest, planque probable d'Abdeslam pendant sa cavale. Il fait une courte déclaration avant d'expliquer vouloir garder le silence : « Jugez-moi, je n’ai pas peur de vous et de vos associés. Je ne mets ma confiance qu’en Allah. (...) Il y a des preuves tangibles dans cette affaire, je veux qu’on me juge pour ça. Pas pour satisfaire l’opinion publique et les médias. (...) Les musulmans sont jugés et traités de la pire des manières, impitoyablement, sans présomption d’innocence »[36],[37].
- 20 février : dans le cadre de l'enquête sur les attentats des 17 et 18 août 2017 en Catalogne, deux interpellations de personnes en lien avec Driss Oubakir sont conduites à Albi (Tarn) et une à Pont-Saint-Esprit (Gard)[38]. Une des trois personnes interpellées, un homme de 26 ans, est mise en examen, le parquet de Paris ayant ouvert le 31 janvier 2018 une procédure pour tentatives d'assassinats en relation avec une entreprise terroriste et association de malfaiteurs terroristes criminelle[39].
- 6 mars : le Franco-Tunisien de 29 ans Hamza Mandhouj est condamné par le tribunal correctionnel de Paris à dix ans de prison (avec une période de sûreté de moitié) pour association de malfaiteurs à visée terroriste et soustraction d’enfant par ascendant pour avoir enlevé le 14 octobre 2013, sa fille de 18 mois pour l'emmener avec lui en Syrie où il a rejoint les djihadistes d'Omar Omsen[40].
- 23 mars : un ancien miliaire qui avait renoncé à l'armée au bout de six mois en 2009, parti faire le djihad en Syrie en 2013 et 2014, Erwan Guillard, est condamné vendredi à 12 ans de réclusion criminelle par la cour d'assises de Paris. L'autre accusé, Tewffik Bouallag, a été condamné à 14 ans de réclusion. Erwan Guillard avait quitté la Syrie quelques jours avant la proclamation du califat par l'État islamique le 29 juin 2014. Les deux accusés étaient apparus en avril 2014 dans une vidéo de propagande[41].
- 5 avril : ouverture du procès de cinq membres du groupe de Lunel comparaissant devant la 16e chambre du tribunal correctionnel de Paris pour « association de malfaiteurs en vue de la préparation d’actes terroristes » ou « financement » d’une entreprise terroriste[42].
- 9 avril : ouverture devant la cour d'assises des mineurs de Paris du procès de personnes âgées de 17, 19 et 23 ans au moment des faites et arrêtés le 13 juillet 2015 pour avoir projeté l'attaque d'un site militaire du cap Béar[43].
- 12 avril : relaxe de Julien Coupat et son ex-compagne Yildune Lévy par le Tribunal correctionnel de Paris pour les faits d'association de malfaiteurs et de dégradation d'une ligne SNCF qui auraient été commis en novembre 2008 à Dhuisyr[44].
- 23 avril : Salah Abdeslam est reconnu coupable par le tribunal correctionnel de Bruxelles de « tentative d'assassinat à caractère terroriste » et est condamné par contumace à 20 ans de prison, au même titre que son complice Sofiane Ayari[45].
- 3 juin : en appel, la Française Mélina Boughedir (27 ans) est condamnée par la justice irakienne à la perpétuité par la justice irakienne[46].
- 6 juin : le 4 juin s'ouvre le procès en appel de Christine Rivière, habite de Troyes (Aube) dite «Mamie Djihad» (52 ans), convertie à l'islamisme radical en 2011, qui avait été condamnée à 10 ans de prison assortis d'une période de sûreté des deux tiers par le tribunal correctionnel de Paris pour avoir soutenu son fils dans son appartenance à l'État islamique et avait fait plusieurs allers-retours en Syrie ainsi que contribué au départ d'autres jeunes femmes. Le fils, Tyler Vilus, a rejoint Daech en octobre 2012. Interpellé en juillet 2015 en Turquie en possession d'un passeport suédois, il est soupçonné d'avoir voulu commettre des attentats en France et est incarcéré en attente de son procès. Le 6 juin le tribunal réclame la confirmation de la peine. la sentence doit être rendue le 3 juillet[47],[48].
- 4 juillet : date d'ouverture prévue pour le procès du Belgo-Tunisien Farouk Ben Abbes. Mis en cause par la justice égyptienne dans le cadre de l'état d'urgence à la suite de l'attentat contre des lycéens franciliens commis au Caire, le 22 février 2009 et dans lequel une jeune fille est morte, Ben Abbes était à Gaza au moment des faits, il obtiendra un non-lieu suivi d'une expulsion administrative en Belgique, La justice française le poursuivra en 2010 sa possible implication dans un projet d’attentat contre la salle du Bataclan accueillant des galas de soutien à l’armée israélienne, il obtiendra un non-lieu en 2012. En 2018, il est jugé pour avoir administré en 2007-2008 un forum islamiste Ansar al Haqq[49]. Il est condamné en première instance à quatre années de prison ferme et à une expulsion du territoire français.Il fera appel de la décision.
- 21 novembre : début du procès en appel de Jawad Bendaoud et Youssef Aït Boulahcen [50].

## Aide aux victimes
En juillet 2018, le Gouvernement annonce la création d'un juge de l’indemnisation dédié aux victimes de terrorisme afin d'accélérer leur indemnisation .